# Zinn(IV)-sulfid
Zinn(IV)-sulfid ist eine chemische Verbindung aus Zinn und Schwefel mit der Formel SnS2.

## Vorkommen
Natürlich kommt Zinn(IV)-sulfid als seltenes Mineral Berndtit vor.

## Gewinnung und Darstellung
Zinn(IV)-sulfid kann durch Reaktion von Zinn(IV)-chlorid mit Schwefelwasserstoff gewonnen werden.
{\displaystyle \mathrm {SnCl_{4}+2\ H_{2}S\longrightarrow \ SnS_{2}+4\ HCl} }
{\displaystyle \mathrm {SnCl_{4}+2\ (NH_{4})_{2}S\longrightarrow \ SnS_{2}+4\ NH_{4}Cl} }
Industriell wird es durch Erhitzen von Zinn und Schwefel in Gegenwart von Ammoniumchlorid gewonnen.
{\displaystyle \mathrm {Sn+2\ S\longrightarrow \ SnS_{2}} }

## Eigenschaften
Zinn(IV)-sulfid ist ein goldgelber Feststoff, der in der trigonalen Cadmiumiodid-Struktur (Polytyp 2H) kristallisiert (Raumgruppe P3m1 (Raumgruppen-Nr. 164), a = 3,638 Å, c =5,88 Å). Es ist unlöslich in Wasser. Zinn(IV)-sulfid ist ein Verbindungshalbleiter mit einer Bandlücke von 2,2 eV.

## Verwendung
Zinn(IV)-sulfid wird als Farbpigment und zum Bronzieren (Goldimitat, Musivgold, Zinnbronze) eingesetzt.